# پروانه‌های پرخال
پروانه‌های پُرخال (نام علمی: Boloria) نام یک سرده از تبار کشیده‌بالان آرجینینی است.